# Jabłuniwka (obwód doniecki)
Jabłuniwka (ukr. Яблунівка) – wieś na Ukrainie, w obwodzie donieckim, w rejonie konstantynowskim. W 2001 roku liczyła 811 mieszkańców.